# (22142) Loripryor
(22142) Loripryor (2000 VC37) – planetoida z pasa głównego asteroid okrążająca Słońce w ciągu 3,28 lat w średniej odległości 2,21 j.a. Odkryta 1 listopada 2000 roku.